# Супівка
Су́півка ("посел., яке заснував або яким володів Супъ") — село в Україні, у Копайгородській селищній громаді Жмеринського району Вінницької області. Найраніша згадка про село — Подимний реєстр 1650 року.
Сусідні села: Барок, Губачівка, Долиняни, Мар'янівка, Верхівка, Польове, Снітків, Підлісний Ялтушків. Село розташоване за 28 км від Бара й за 12 км від залізничної станції Копай.

## Географія
Село Супівка розташовується в південно-західній частині Вінницької області. Клімат у селі помірний. Водні об'єкти представлені ставками (Солярка й Парники) та річками (Ярославка та Жабокрич) в межах села, та водоймами на землях громади (річки Караєць, Лядова, ставок Глибока долина). Біля села знаходиться ліс «Запуст» та два яблуневі сади.

## Історія
Село виникло у другій половині XVI століття.
1764 року зі спадку по Чурилах снітківський ключ отримав Войцех Дзєржек (бл. 1714 — бл. 1774 рр.) політичний діяч, барський конфедерат. До снітківського ключа з центром у Сніткові входили села Михайлівці, Долиняни, Кривохижинці, Супівка, Барок, Бирлинці Польові.
У 1797 році Рафал Дзержек, син Войцеха Дзєржека від першого шлюбу, продав Снітків своєму молодшому брату четвертому сину Войцеха від другого шлюбу по батькові. Теодор Дзєржек — дідич Кривохижинець, Супівки і Сніткова — збудував у Супівці чудовий мурований будинок, заклав сад фруктовий і декоративний.
Терентій Стадніков, рядовий Алєксопольського піхотного полку, декілька разів тікав з військової служби і вважався справжнім кримінальним злочинцем. «У березні 1859 року обікрав селян с. Котюжани на 37 рублів; у жовтні втік з полку і викрав у селян Височанських з с.Супівка речі на саму 28 рублів; в тому ж селі вкрав 5 коней на суму 113 руб; обікрав євреїв Берензона і Котимича на 128 руб.. Проведені слідчі дії та опитування потерпілих і свідків дали підстави засудити Стаднікова в арештантські роти.
У 1898 році в Супівці проживало 114 католиків.
На початку 1905 р. входило до Снітківської волості. Мало 720 осіб населення, 117 дворів, православну церкву, постоялий будинок.
У травні 1905 тут відбувся страйк сільськогосподарських робітників, які вимагали підвищити заробітну плату. В квітні 1918 року селяни повставали проти австро-німецьких окупантів.
1-го серпня 1919 року 8-а бригада ІІІ-го корпусу УГА зайняла район Долиняни — Супівка — Снітків.
1920 року на території села відбувся бій частин дивізії Григорія Котовського з поляками. Окупантів було розгромлено.
Жителі села були учасниками повстанського загону, який створив у 1920 році житель містечка Снітків Євген Софронович Овчарук, отаман, людина «нижче середнього зросту з правильним обличчям англійського типу», загинув в лютому 1926 р. в сутичці з каральним підрозділом ГПУ. Єдиний учасник загону родом зі Супівки, чиї данні відомі — Кусаковський Яків Андрійович. Мав сестру Марію (ДАВО, ф. Р — 6023, оп. 4, спр. 13553, арк. 11).
Також серед поля, де межують землі Супівки та Сніткова, знаходилась могила з хрестом солдата-денікінця, попри яку пролягала дорога. За наказом бригадира Франка Марценюка хрест скинули, могилу розкопали, а тіло перепоховали на сільському цвинтарі.

24 червня 1920 року біля Супівки загинув викладач Кам’янець-Подільського державного українського університету (КПДУУ) Микола Любичанківський, що служив тоді у військах УНР. 
Після його загибелі Іван Огієнко, що був тоді ректором університету, в листі до військового Міністра Української Народної Республіки (УНР) із клопотанням про пенсію вдові писав (у цитаті збережено тодішній правопис):

«Асистент по катедрі зоольогії К.П.Д.У.У., старшина Військ У.Н.Р. Микола Григорович Любичанківський, після здобуття українськими республіканськими військами Кам’янця-Подільського, вступив в їх лави, і 24 червня б. р. його було забито більшовиками під с.Супівкою, Могілівського повіту. Молодий К.П.Д.У.У. в особі М. Г. Любичанківського втратив особу, яка подавала великі надії стати цінним вченим, а дружина його Надія Любичанківська і двоє маленьких дітей втратили підпору свого життя. Тому ласкаво прошу Вас, високоповажний Пане Міністре, про покладення дружині небіжчика, поклавшого життя своє на вівтар Батьківщини за добробут її, пенсії».
Повідомлення про це від священника села Супівка Могилівського повіту (нині – село Барського повіту Вінницької області) дійшло до університету другого вересня. В ньому ж зазначено, що похований Микола Любичанківський у містечку Снітків (нині – село в Мурованокуриловецькому районі Вінницької області; із села до районного центру – 21 кілометр).

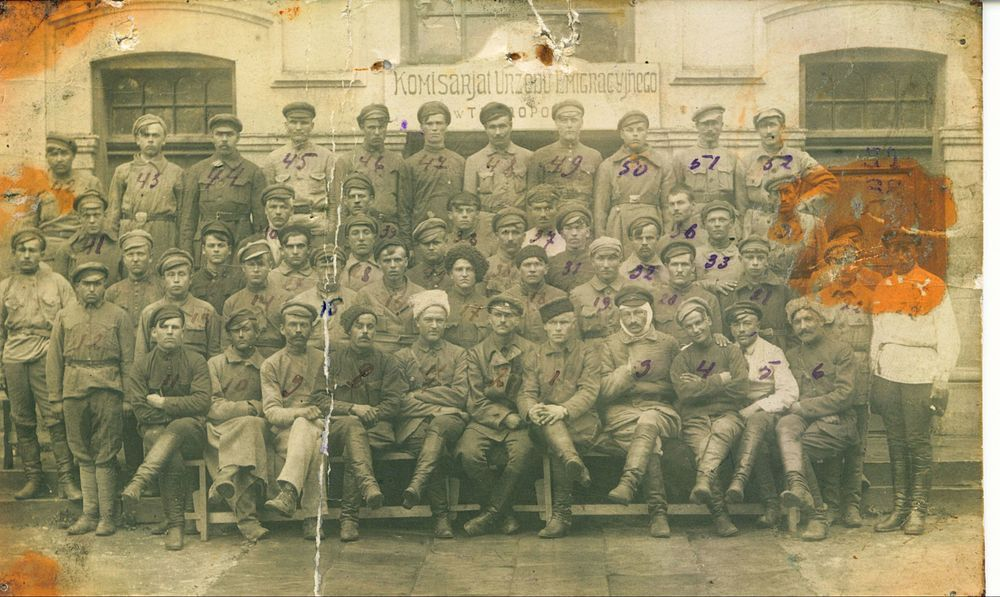
Фото Подільської повстанської групи, вересень 1922 року, після переходу 2 вересня за р. Збруч на польську територію (джерело архів УСБУ у Вінницькій області справа 12197, арк. 49 (у конверті)

На 1930 у складі Копайгородського району Могилівської округи.
У часі другого голодомору у 1932–1933 роках, проведеного радянською владою, загинуло 46 осіб.
16 липня 1941 р. – «на фронті армії вранці 16.07 йшов бій передових загонів. Районі Супівка і х. Аркадія передовий загін 96 ГСД за підтримки артилерії 4.00 16.07 завдав значних втрат батальйону пр-ка, захопив полонених 101 пд німців. Передові загони ведуть бій рубежі Дурнікі, Нов. Гута, Калюс. Районі Ямпіль на розвідці захоплений полон командир саперної роти 46 пд німців».
У 1964 році прокладено шосейну дорогу через Снітків у напрямку Супівки, але до Супівки її не довели.
За радянських часів на території села розміщені будинок тваринника, фельдшерсько-акушерський пункт, профілакторій, восьмирічна школа, центр колгоспу «За мир». За господарством закріплено 2925 га землі, у т. ч. 2297 га орної.
Існувала партійна і комсомольська організації, які об'єднували 28 комуністів і 48 комсомольців.
До 2009 працювала дев'ятирічна школа.
Працюють клуб, бібліотека, два магазини. Є діючий дерев'яний храм апостола і євангеліста Іоанна Богослова, заснований 1760 року.
12 червня 2020 року, відповідно до Розпорядження Кабінету Міністрів України № 707-р «Про визначення адміністративних центрів та затвердження територій територіальних громад Вінницької області», увійшло до складу Копайгородської селищної громади.
19 липня 2020 року, в результаті адміністративно-територіальної реформи та ліквідації Барського району, село увійшло до складу Жмеринського району.

## Відомі люди
Блажко Роман Вікторович (17.02.1986 — 16.09. 2022,  Селидове, Донецька обл.) — командир кулеметного відділення, сержант ЗСУ. Нагороджений орденом «За мужність» ІII ступеня (посмертно).

## Пам'ятки
Поблизу Супівки у 2010 році було локалізовано дві стоянки ранньої бронзи (ІІ-ІІІ тисячоліття до н. е.) та бронзи (ІІ тисячоліття до н. е.).

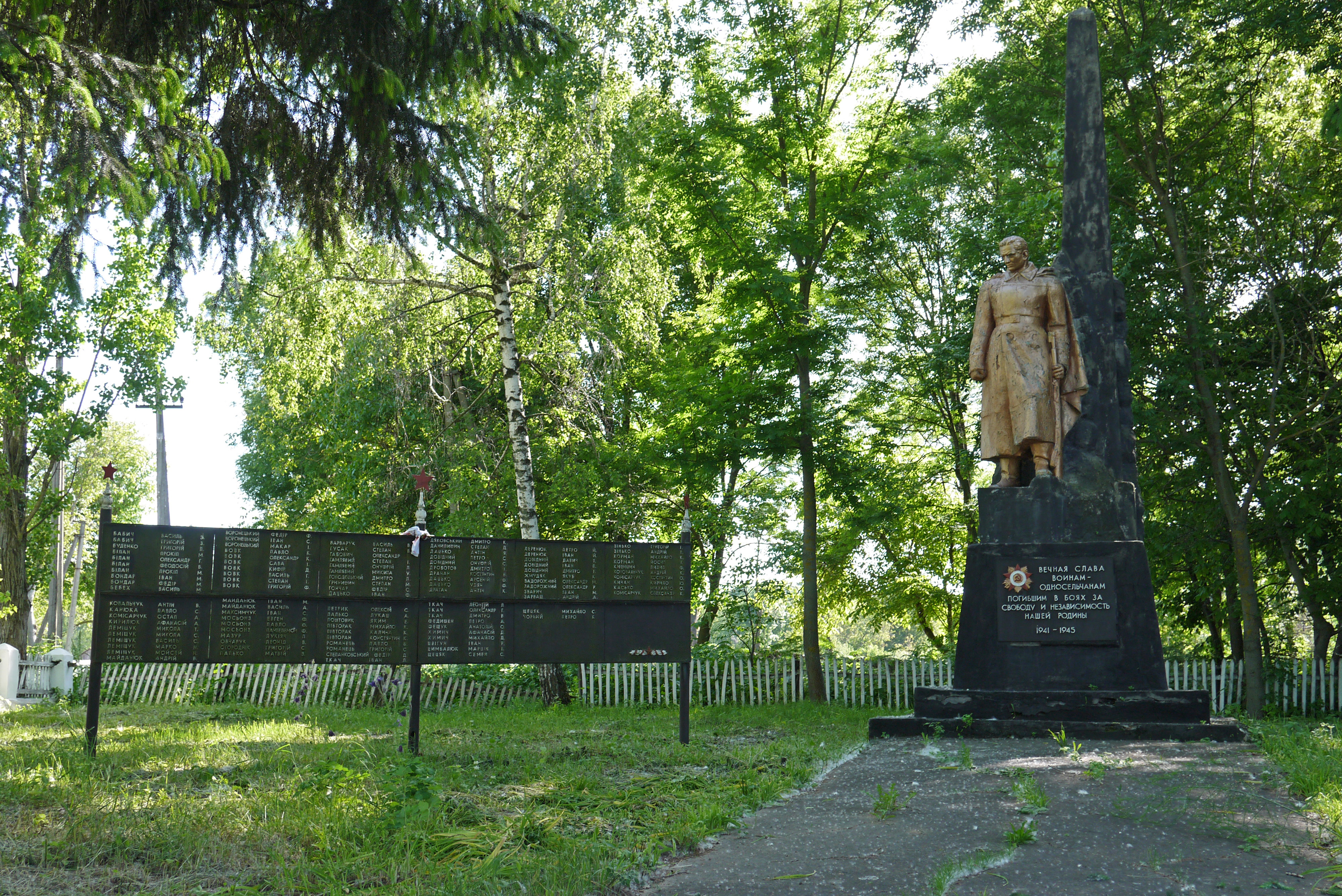
Пам'ятник 50 воїнам — односельчанам, загиблим на фронтах ВВВ
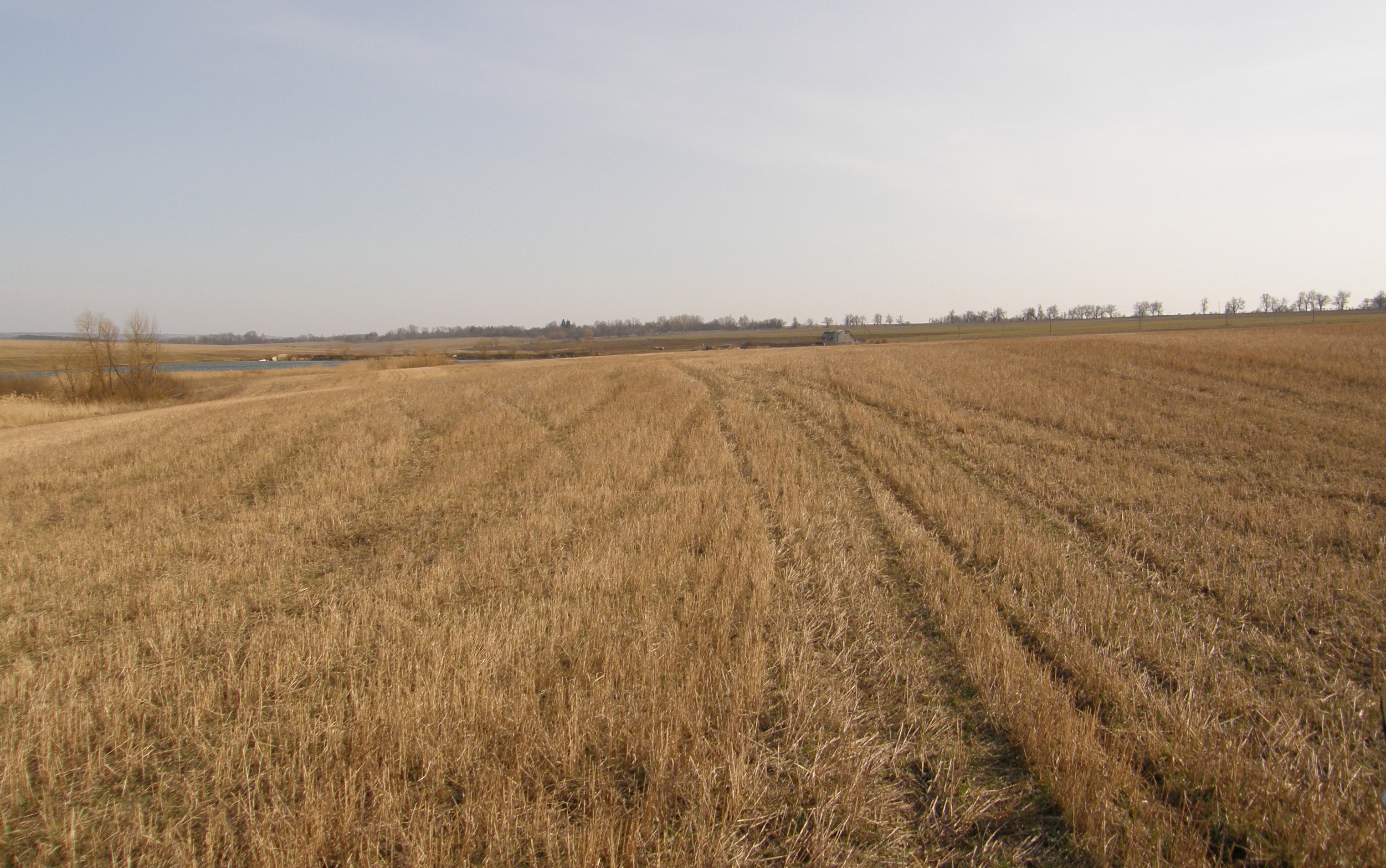
Поселення епохи бронзи

## Церква
Дерев'яний храм Іоанна Богослова, збудований у 1760 році, має один купол і кам'яний фундамент. У 1892 р. прибудована нова дерев'яна дзвіниця. Іконостас — 3-ярусний, 1873 року. При церкві діяла церковно-приходська школа, під яку відводилось окреме приміщення. На території села знаходиться православний цвинтар (найстаріші надгробки датуються кінцем XIX століття), та католицьке кладовище.
За радянської влади храмовий купол був повалений. Заново купол з хрестом встановлений за ініціативи завгоспа Івана Калиновича Драгана.
В храмі служив протоієрей Андрій Фуцур.,а з січня 2024 року церква перейшла до ПЦУ

## Природа
Снітківський біоцентр знаходиться на півночі Мурованокуриловецького району, між селами Снітків, Долиняни, Супівка. Він межує з Барським районом. Біоцентр займає верхів'я долини річки Караєць із смугою заболочених лук річкової заплави. Снітківський біоцентр сформувався на основі ботанічного заказника місцевого значення "Долина ірисів", на землях запасу території Снітківської сільської ради та займає площу 13,7 га. У ньому охороняються ландшафтні комплекси заболоченої заплави річки Караєць. Тут зростають півники болотні, що занесені до "Загального переліку рідкісних та зникаючих видів судинних рослин і тварин Вінницької області, які потребують охорони" затвердженого рішенням 34-ї сесії 5-го скликання Вінницької обласної Ради від 25 жовтня 2010 року №1139. Це найбільша у Вінницькій області популяція півника болотного, що є регіонально рідкісним видом. Зарості півника болотного є середовищем існування для комах, земноводних і птахів. 